# Pekka Suorsa
Pekka Antero Suorsa (* 8. Dezember 1967 in Kajaani) ist ein ehemaliger finnischer Skispringer, der von 1983 bis 1990 an internationalen Wettkämpfen teilnahm.

## Werdegang
Suorsa begann früh mit dem Skispringen und betrieb als Sommersport auch Tennis und Fußball. Er bekam 1983 einen Startplatz im finnischen A-Nationalkader und gab sein internationales Debüt am 30. Dezember 1983 im Skisprung-Weltcup beim Auftaktspringen zur Vierschanzentournee 1983/84 in Oberstdorf. Sein bestes Ergebnis in den vier Springen, in denen er bei allen die Punkteränge verpasste, erreichte er mit Rang 24 auf der Bergiselschanze in Innsbruck. Am Ende erreichte er Rang 36 der Gesamtwertung. Bei den Junioren-Weltmeisterschaften 1984 landete der 16-Jährige nach zwei Stürzen nur auf dem letzten Rang.
Auch im Folgejahr sprang Suorsa bei der Vierschanzentournee 1984/85 der Weltspitze noch hinterher. Am Ende lag er nach schwachen Einzelresultaten auf Rang 54 der Gesamtwertung. Bei den Junioren-Weltmeisterschaften 1985 erreichte er Rang fünf. Zu Beginn der Saison 1985/86 überraschte Suorsa mit einem achten Rang von der Großschanze in Thunder Bay. Nur eine Woche später verpasste er in Lake Placid als Vierter zweimal das Podium. Wenige Tage später gewann er in Chamonix sein erstes Weltcup-Springen. Auch in Oberstdorf in der Schattenbergschanze gelang ihm beim Auftaktspringen zur Vierschanzentournee 1985/86 dieser Erfolg.
Nachdem Suorsa auch bei den weiteren Springen der Tournee gute Ergebnisse erreicht hatte, beendete er diese auf Rang 19 der Gesamtwertung. Einen besseren Platz verpasste er nach einem schwachen 51. Platz in Innsbruck. Im Februar 1986 bewies er beim Skifliegen in Vikersund seine gute Form und wurde Fünfter. Nachdem er zum Saisonende in Lahti als Zweiter noch einmal aufs Podest sprang, beendete er seine beste Saison auf dem fünften Gesamtweltcupplatz.
In der Folge gelang es Suorsa nicht, an diesen Erfolg anzuknüpfen. Bei der Vierschanzentournee 1986/87 kam er nicht über Rang 59 der Gesamtwertung hinaus. Mit Rang fünf in Oberwiesenthal erreichte er schließlich aber die Norm für die Nordischen Skiweltmeisterschaften 1987 in Oberstdorf. Gemeinsam mit Matti Nykänen, Ari-Pekka Nikkola und Tuomo Ylipulli gewann er im Mannschaftsspringen die Goldmedaille. Von der Großschanze sprang Suorsa mit 94,6 und 94,3 Metern punktgleich mit Mike Arnold auf den sechsten Rang. Von der Normalschanze belegte er nach Sprüngen auf 85,5 und 86,5 Metern den 13. Platz.
Beim ersten Weltcup-Springen nach der Weltmeisterschaft in Falun stand Suorsa als Zweiter erneut auf dem Podium. Die Saison 1986/87 beendete er auf Rang 17 der Weltcup-Gesamtwertung. Bei den Olympischen Winterspielen 1988 in Calgary lag er im Springen von der Großschanze nach Durchgang eins noch auf Rang 42 konnte sich aber im zweiten Durchgang noch auf Rang 38 verbessern.
Zu Beginn der Saison 1988/89 gelangen Suorsa in Calgary und Lake Placid noch einmal drei Top-10-Platzierungen, darunter Rang drei auf der Großschanze im MacKenzie Intervale Ski Jumping Complex. Nachdem er sich in der Weltspitze nicht mehr festsetzen konnte, beendete er schließlich nach der Saison 1989/90 seine aktive Skisprungkarriere.

## Erfolge

### Weltcupsiege im Einzel
| Nr. | Datum             | Ort        | Typ           |
| --- | ----------------- | ---------- | ------------- |
| 1.  | 22. Dezember 1985 | Chamonix   | Normalschanze |
| 2.  | 30. Dezember 1985 | Oberstdorf | Großschanze   |

### Weltcup-Platzierungen
| Saison  | Platz | Punkte |
| ------- | ----- | ------ |
| 1985/86 | 05.   | 148    |
| 1986/87 | 17.   | 049    |
| 1987/88 | 35.   | 025    |
| 1988/89 | 21.   | 041    |

### Vierschanzentournee-Platzierungen
| Saison  | Platz | Punkte |
| ------- | ----- | ------ |
| 1983/84 | 36.   | 606,4  |
| 1984/85 | 54.   | 413,0  |
| 1985/86 | 19.   | 693,5  |
| 1986/87 | 59.   | 392,2  |
| 1987/88 | 44.   | 531,6  |
| 1988/89 | 88.   | 228,0  |